# Gesetz ohne Gnade
Gesetz ohne Gnade ist ein 1950 in den Tiroler Alpen und dem Alpenvorland Bayerns entstandenes deutsch-österreichisches Spielfilmdrama von Harald Reinl. Die Hauptrolle verkörpert der katholische Geistliche Karl Loven, der auch die Romanvorlage Das Gipfelkreuz verfasste. Der damals 36-jährige Leiter der katholischen CI-Film-GmbH, die den von einer Wiesbadener und einer Salzburger Firma produzierten Streifen auch verlieh, „schildert darin seine Erlebnisse als Jugendseelsorger zwischen 1933 und 1945 in Deutschland und Österreich“.

## Handlung
Irgendwo in einer namentlich nicht näher bezeichneten, fiktiven Diktatur, in der die Macht des Staatsapparates über das Volk allumfassend ist, religiöse Betätigungen strikt untersagt sind und die Institution Kirche massiv drangsaliert wird: Unter diesen denkbar schwierigsten Umständen versucht ein idealistischer, junger katholischer Priester, die Jugend des Landes wieder für den christlichen Glauben zu begeistern. In mühevoller Überzeugungsarbeit gewinnt der Kaplan langsam das Vertrauen einiger junger Menschen. Doch der Staat bleibt allgegenwärtig und wacht mit Argusaugen darüber, dass seine Deutungshoheit und die Macht des Regimes nicht einmal im Ansatz infrage gestellt werden.
Als die jungen Leute in den Bergen ein Gipfelkreuz aufrichten wollen, wird dieser oppositionelle Akt hinhaltenden Widerstandes als kirchliche Propaganda ausgelegt, und einige der jungen Christen werden verhaftet. Der Priester nimmt die Schuld für deren Tun auf sich, um seine Jünger vor Repressalien zu schützen. Er wird von der politischen Polizei verhaftet. Man versucht nun, ihn mit aller Macht dazu zu bringen, sich von seinem Glauben abzuwenden. Doch der Geistliche bleibt standhaft und widersteht allen Versuchungen und Drohungen, denen er in Gestalt des Polizeichefs ausgesetzt ist. Noch ehe das längst von oben angeordnete Todesurteil vollstreckt werden kann, erschießt dieser den Kaplan.

## Produktionsnotizen und Auszeichnungen
Die Dreharbeiten fanden im Sommer 1950 in Berchtesgaden, im Inntal, in Bad Reichenhall, am Sellajoch und in Rattenberg statt. Die Uraufführung erfolgte je nach Quelle am 17. oder am 23. Februar 1951 in München. Ab dem 25. Februar desselben Jahres konnte man den Film auch in West-Berlin sehen. Am 16. April 1951 lief Gesetz ohne Gnade schließlich in Wien an.
Das Bundesland Nordrhein-Westfalen verlieh dem Film das Prädikat „kulturell wertvoll“.

## Kritiken
Der Film soll seinerzeit durchaus ein moderater Erfolg gewesen sein und fand das offizielle Wohlwollen der katholischen Kirche. Der Vatikan ließ bei der Erstansicht des Streifens am 18. November 1950 verlauten: „Der Film Gesetz ohne Gnade ist mit großem Beifall aufgenommen worden. Die spannende Handlung, die herrlichen Bilder der Gebirgslandschaften, die Regie und der Text haben allgemein große Befriedigung ausgelöst. Der Film wird bei Jugendlichen und Erwachsenen seine Wirkung nicht verfehlen.“
In der Biografie Reinls in CineGraphs heißt es: „Mit GESETZ OHNE GNADE inszenierte Reinl einen dramatischen Stoff nach den Erlebnissen des katholischen Geistlichen Karl Loven, der auch das Drehbuch verfaßte und die Hauptrolle übernahm. (…) Der Film, nicht im Atelier und fast ausnahmslos mit Laiendarstellern realisiert, gibt sich als Warnung vor jeder totalitären Staatsmacht.“
Zeughauskino konstatierte: „Wäre Loven der für christliche Werte wider eine Diktatur ohne Gott eintretende Kaplan, den er hier spielt, gewesen, dann hätte er an diesem Werk nicht mehr mitarbeiten können... Festzuhalten ist auf jeden Fall die Andeutung einer realen Basis der sehr allegorisch gehaltenen Geschichte; und dass ein Mann der Kirche sich hier als Darsteller versucht – somit den Geist des Glaubens und dessen moralische Ansichten in Fleisch und Blut vertritt.“
Im Lexikon des Internationalen Films heißt es: „Mit Laiendarstellern inszeniertes Gesinnungsdrama. Eine der frühesten und kommerziell erfolglosesten Produktionen von Harald Reinl, dem routinierten Regisseur vieler Heimat-, Karl-May- und Edgar-Wallace-Filme.“